# Achraf Laâziri
Achraf Laâziri (Hay Hassani, 8 juli 2003) is een Marokkaans voetballer die in het seizoen 2024/25 door Olympique Lyon wordt uitgeleend aan RWDM.

## Clubcarrière
Laâziri maakte op 15 juni 2022 zijn officiële debuut voor het eerste elftal van FUS Rabat, de club waarvoor hij sinds 2017 speelde: in de competitiewedstrijd tegen Ittihad Tanger (1-1-gelijkspel) mocht hij in de 60e minuut invallen voor Mouad Bahsain. Een dikke maand later mocht hij ook invallen in de competitiewedstrijd tegen Mouloudia Oujda.
In juli 2022 ondertekende Laâziri een vierjarig contract bij Olympique Lyon, de Franse eersteklasser waarmee FUS Rabat drie jaar eerder een samenwerkingsverband afsloot. In zijn debuutseizoen bij Lyon speelde Laâziri enkel voor het beloftenelftal in de Championnat National 2, al werd hij ook betrokken bij het eerste elftal: zo selecteerde trainer Laurent Blanc hem voor de stages in Murcia en Dubai en haalde hij een paar keer de wedstrijdselectie voor een officiële wedstrijd van het eerste elftal. In februari 2023 brak Lyon zijn contract open tot medio 2027.
In november 2023 werd Laâziri, die met Lyon B naar de Championnat National 3 was gedegradeerd, voor de rest van het seizoen uitgeleend aan tweedeklasser USL Dunkerque. Dat de transfer buiten de transferperiode gebeurde, kwam doordat Dunkerque recht had op een medische joker. Op 18 november2023 maakte hij zijn officiële debuut voor de club: in de bekerwedstrijd tegen FC Chaumont liet trainer Luís Castro hem bij de rust invallen voor Julien Anziani. Laâziri leverde in deze wedstrijd de assist af voor het enige doelpunt van de partij. Een week later maakte hij ook zijn debuut in de Ligue 2. Laâziri klokte af op achttien officiële wedstrijden in alle competities voor Dunkerque, dat bij zijn komst op een degradatieplaats stond maar zich uiteindelijk nog wist te handhaven in de Ligue 2.
In juli 2024 werd Laâziri door Lyon voor een seizoen uitgeleend aan RWDM, de Belgische zusterclub van Lyon die twee maanden eerder naar de Challenger Pro League was gedegradeerd.

## Clubstatistieken
| Seizoen         | Club             | Land               | Competitie             | Competitie | Competitie | Beker | Beker | Supercup | Supercup | Internat. | Internat. | Totaal | Totaal |
| Seizoen         | Club             | Land               | Competitie             | Wed.       | Dlp.       | Wed.  | Dlp.  | Wed.     | Dlp.     | Wed.      | Dlp.      | Wed.   | Dlp.   |
| --------------- | ---------------- | ------------------ | ---------------------- | ---------- | ---------- | ----- | ----- | -------- | -------- | --------- | --------- | ------ | ------ |
| 2021/22         | FUS Rabat        | Vlag van Marokko   | Botola Pro             | 2          | 0          | 0     | 0     | —        | —        | —         | —         | 2      | 0      |
| 2022/23         | Olympique Lyon B | Vlag van Frankrijk | Championnat National 2 | 12         | 0          | —     | —     | —        | —        | —         | —         | 12     | 0      |
| 2023/24         | Olympique Lyon B | Vlag van Frankrijk | Championnat National 3 | 6          | 0          | —     | —     | —        | —        | —         | —         | 6      | 0      |
| 2023/24         | → USL Dunkerque  | Vlag van Frankrijk | Ligue 2                | 14         | 0          | 4     | 0     | —        | —        | —         | —         | 18     | 0      |
| 2024/25         | → RWDM           | Vlag van België    | Eerste klasse B        | 7          | 0          | 1     | 0     | —        | —        | —         | —         | 8      | 0      |
| Carrière totaal | Carrière totaal  | Carrière totaal    | Carrière totaal        | 41         | 0          | 5     | 0     | 0        | 0        | 0         | 0         | 46     | 0      |

Bijgewerkt op 14 oktober 2024.

## Interlandcarrière
In juni 2023 riep Mohamed Ouahbi, bondscoach van Marokko –20, hem op voor het Tournoi Maurice Revello, een oefentoernooi in Frankrijk. Laâziri kwam er in actie in de groepswedstrijden tegen Ivoorkust en Panama, alsook in de wedstrijd om de zevende plaats tegen Venezuela. Tegen Ivoorkust leverde Laâziri de assist af voor het enige doelpunt van de wedstrijd.
1 Lathouwers ·
3 Halilou ·
4 Doudaev ·
5 De Sart ·
6 Halifa ·
7 Montes ·
8 Abe ·
9 Parzyszek ·
10 Robail ·
11 Ziani ·
15 Laâziri ·
17 Barry ·
20 Poku ·
21 Marsoni ·
22 Soelle Soelle ·
23 Del Piage ·
26 Kestens ·
28 Hubert ·
29 Maurer ·
30 Baghli ·
31 Dodeigne ·
43 Sousa ·
49 Sapata ·
51 Preijs ·
53 Messad-Kouchiche ·
60 Awudu ·
70 Nkurunziza ·
77 Biron ·
83 Lemmens ·
84 El Arouch ·
99 Benjdida ·
Coach: Ferrera
· Assistent-coach: Baherlé
· Assistent-coach: De Camargo